# Río Opón
El río Opón es un curso de agua en Colombia. Está ubicado en el departamento de Santander, en la parte central del país, 260 km al norte de la capital Bogotá. El Opón es parte de la cuenca del río Magdalena.
El nombre del río es de origen indígena, fue registrado por la expedición del conquistador Gonzalo Jiménez de Quesada.
En noviembre de 2016, el río se desbordó, provocando la destrucción de granjas y la erosión de caminos.

## Geografía
El río Opón tiene su nacimiento en la cordillera Oriental, en la confluencia de los ríos Araguas y Carata en la vertiente occidental de la serranía de los Yariguíes, departamento de Santander. Luego fluye hacia el norte antes de desembocar en la ciénaga El Opón, muy cerca del río Magdalena, en el límite del departamento de Antioquia.

## Climatología
La temperatura media anual en la zona es de 23 °C. El mes más cálido es agosto, cuando la temperatura promedio es de 26 °C, y el más frío es septiembre, con 22 °C. La precipitación media anual es de 3.166 milímetros. El mes más lluvioso es octubre, con un promedio de 367 mm de lluvia, y el más seco es enero, con 89 mm de lluvia.

## Historia

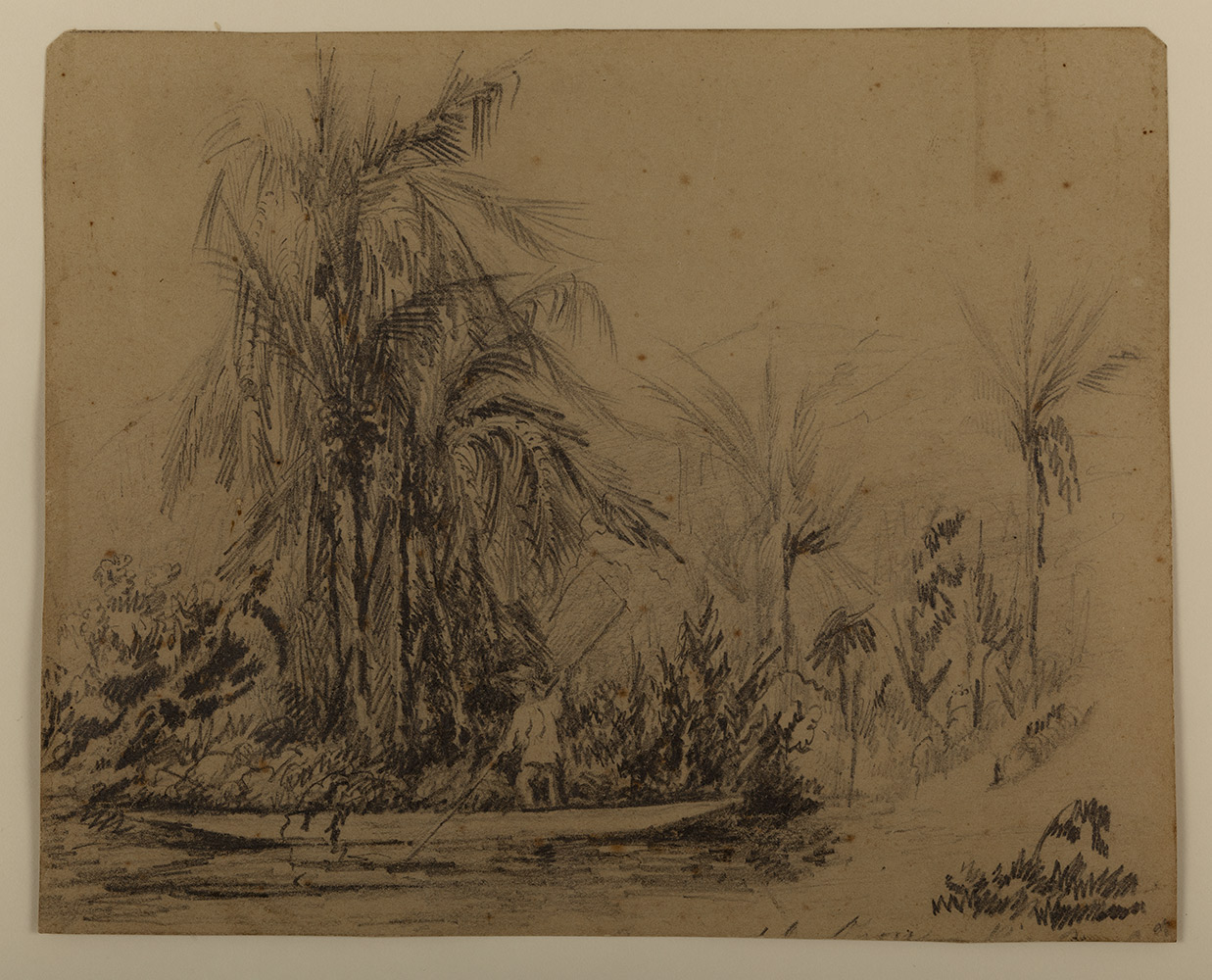
Acuarela del río hecha por Henry Price durante la Comisión Corográfica, 1852.

El 26 de julio de 1536 la expedición de Gonzalo Jiménez de Quesada llegó al punto de encuentro con las naves en el río Magdalena, que debían traer provisiones. Sin embargo, los barcos quedaron atrapados en una tormenta y fueron destruidos. Quesada al desconocer este hecho esperó mucho tiempo por ayuda. Además de la temporada de lluvias tropicales, la expedición se quedó sin provisiones y pronto comenzó la hambruna en el campamento. Dos meses después llegaron nuevos barcos con víveres y la expedición siguió su camino hasta la desembocadura del Opón, donde acampó en un pueblo desierto de indígenas que habían huido de los conquistadores.
La expedición pasó tres meses de invierno en el pueblo, recuperando fuerzas con el maíz dejado por los nativos. Con el fin de las provisiones en el campamento, el hambre estalló nuevamente, esta vez con terribles consecuencias: varias personas morían todos los días, cuyos cuerpos eran arrojados al río; pronto estalló un motín entre el destacamento. Quesada, tras calmar a los supervivientes, los convenció de subir el Opón. Sabía por los indígenas capturados que una rica tribu de mineros de la sal vivía al este. Los rumores resultaron ser ciertos: la expedición llegó al pueblo, donde capturaron varios de sus habitantes. Uno de los prisioneros se convirtió en su guía en las montañas. Finalmente, la expedición llegó a un paso de montaña, donde descubrieron una imagen de un valle densamente poblado.